# 1931 a tudományban
Az 1931. év a tudományban és a technikában.

## Díjak
- Nobel-díjak
  - Fizikai Nobel-díj: (nem adták ki)
  - Fiziológiai és orvostudományi Nobel-díj: Otto Heinrich Warburg
  - Kémiai Nobel-díj: Carl Bosch, Friedrich Bergius

## Születések
- február 20. – John Milnor amerikai matematikus
- március 22. – Burton Richter Nobel-díjas amerikai fizikus († 2018)
- május 9. – Vance Brand amerikai űrhajós
- május 25. – Georgij Grecsko orosz, szovjet űrhajós († 2018)
- június 27. – Martinus Veltman Nobel-díjas holland fizikus († 2021)
- augusztus 8. – Roger Penrose fizikai Nobel-díjas angol matematikus és elméleti fizikus
- augusztus 23. – Hamilton O. Smith Nobel-díjas (megosztva) amerikai mikrobiológus
- augusztus 30. – Jack Swigert amerikai űrhajós († 1982)
- október 6. – Nyikolaj Sztyepanovics Csernih ukrán, szovjet csillagász († 2004)
- december 5. – Zimányi József magyar fizikus, a magyarországi magfizika és nagyenergiájú fizika egyik úttörője († 2006)

## Halálozások
- január 1. – Martinus Beijerinck holland mikrobiológus, botanikus, a virológia egyik megalapítója (* 1851)
- január 13. – Kandó Kálmán magyar mérnök, a nagyfeszültségű háromfázisú váltakozóáramú vontatás első alkalmazója mozdonyoknál, a fázisváltó kidolgozója, a vasút-villamosítás úttörője (* 1869)
- február 11. Charles Algernon Parsons ír mérnök, a gőzturbina egyik megalkotója (* 1854)
- február 26. – Otto Wallach német vegyész (* 1847)
- május 9. – Albert A. Michelson amerikai fizikus, az első amerikai Nobel-díjas (* 1852)
- szeptember 2. – Bíró Lajos magyar zoológus (entomológus) (* 1856)
- október 18. – Thomas Alva Edison amerikai elektrotechnikus, feltaláló (* 1847)
- december 6. – Böckh Hugó geológus, a selmecbányai Bányászati és Erdészeti Főiskola professzora, a Magyar Királyi Földtani Intézet igazgatója (* 1874)
- december 26. – Melvil Dewey amerikai könyvtáros és pedagógus,  a könyvtári besorolásra szolgáló Dewey decimális rendszer megalkotója (* 1851)
- december 29. – Madarász Gyula magyar ornitológus (* 1858)